# Ursula Traun
Ursula Maria Traun-Lieb, geb. Uhde (auch Ursula Uhde-Traun; * 17. August 1918; † 6. November 2020) war eine deutsche Synchronsprecherin und Schauspielerin.

## Karriere
Als Synchronsprecherin lieh Traun unter anderem Lauren Bacall, Vivien Leigh und Doris Roberts ihre Stimme. Sie war in Filmen wie Die Verdammten und Gottes Werk und Teufels Beitrag sowie in Fernsehserien wie Criminal Intent – Verbrechen im Visier und Anne mit den roten Haaren zu hören. Als Schauspielerin war Traun unter anderem in dem Film Fanfaren der Liebe als „Anette“, in der Serie Sie schreiben mit und in der Fernsehserie Kommissar Freytag als „Hilde Freytag“ zu sehen. Traun ging 2013 im Alter von 95 Jahren in den Ruhestand; aufgrund ihres hohen Alters war sie zu diesem Zeitpunkt vornehmlich nur noch in kleineren Rollen als Synchronsprecherin aktiv, während sie ihre Laufbahn als Schauspielerin bis auf wenige Bühnenauftritte weitgehend beendete. Am  6. November 2020 starb sie im Alter von 102 Jahren.

## Synchronrollen

### Filme
- 1939: Joan Bennett in Der Mann mit der eisernen Maske als Maria Theresa
- 1940: Frieda Inescort in Das Geheimnis von Malampur als Dorothy
- 1948: Simone Signoret in Die Schenke zum Vollmond als Dedée
- 1949: Wendy Hiller in Der Roman eines Blumenmädchens als Eliza Doolittle
- 1950: Lauren Bacall in Die schwarze Natter als Irene Jansen
- 1955: Vivien Leigh in Lockende Tiefe als Hester Collyer
- 1956: Lauren Bacall in In den Wind geschrieben als Lucy Moore Hadley
- 1959: Angie Dickinson in Rio Bravo als Feathers
- 1966: Ingrid Thulin in Der Krieg ist vorbei als Marianne
- 1969: Die Konferenz der Tiere als Giraffe
- 1969: Ingrid Thulin in Die Verdammten als Sophie von Essenbeck
- 1981: Patience Collier in Die Geliebte des französischen Leutnants als Mrs. Pouleney
- 1983: Angela Lansbury in Flug ohne Rückkehr als Nan Moore
- 1997: Judi Dench in Ihre Majestät Mrs. Brown als Königin Victoria
- 1997: Joan Plowright in 101 Dalmatiner als Nanny
- 1998: Jean Stapleton in e-m@il für Dich als Birdie Conrad
- 1999: Norma Fine in Gottes Werk & Teufels Beitrag als Mrs. Goodhall
- 2000: Rosemary Harris in The Gift – Die dunkle Gabe als Annies Großmutter

### Serien
- 1981–1982: Wunderbare Reise des kleinen Nils Holgersson mit den Wildgänsen als Sonne
- 1986: Nancy Olson in Karussell der Puppen als Marjorie Harper
- 1988: Fumie Kitahara in Anne mit den roten Haaren als Marilla Cuthbert
- 2003–2010: Merlee Shapiro in Caillou als Erzählerin
- 2007: Doris Roberts in Criminal Intent – Verbrechen im Visier als Virginia Harrington